# Coseni direttori
In geometria analitica, i coseni direttori di una retta (o anche di un vettore) sono i coseni degli angoli convessi che la retta (o la retta su cui giace il vettore) forma con gli assi cartesiani. La retta in questione può essere considerata giacente nel piano cartesiano o nello spazio euclideo.
I coseni direttori sono univocamente individuati in valore e segno se la retta è orientata, ed individuati in valore, ma non in segno, se la retta non è orientata (vedi al riguardo la voce prodotto scalare). Cambiando orientamento alla retta, i coseni direttori cambiano simultaneamente di segno.

## Nello spazio tridimensionale
Nello spazio, se si ricavano i coseni direttori di una retta, si ottengono tre scalari che costituiscono le coordinate del versore della retta.
Considerando quindi la retta {\displaystyle r}, il cui vettore direttore è {\displaystyle {\vec {v}}=(\pm l_{1},\pm l_{2},\pm l_{3})}, è possibile ricavarne i coseni direttori tramite le formule:
{\displaystyle \cos({\hat {rx}})={\frac {\pm l_{1}}{\sqrt {l_{1}^{2}+l_{2}^{2}+l_{3}^{2}}}},}
{\displaystyle \cos({\hat {ry}})={\frac {\pm l_{2}}{\sqrt {l_{1}^{2}+l_{2}^{2}+l_{3}^{2}}}},}
{\displaystyle \cos({\hat {rz}})={\frac {\pm l_{3}}{\sqrt {l_{1}^{2}+l_{2}^{2}+l_{3}^{2}}}}.}
Di fatto, quindi per ricavare i coseni direttori di una retta, occorre normalizzare un vettore direttore della retta. Si hanno quindi in forma sintetica:
{\displaystyle {\frac {1}{\sqrt {\sum _{i=1}^{3}l_{i}^{2}}}}(\pm l_{1},\pm l_{2},\pm l_{3}).}